# Gunnar Larsen
Gunnar Larsen, né le 5 novembre 1930 à Copenhague et mort le 30 juillet 1990 à Argenteuil, est un journaliste et un photographe de mode danois.
Photographe de mode, Gunnar Larsen fonda les magazines de mode Mode International, Mode Avant-Garde et Gunnar International, et organisa des défilés-spectacles mettant en scène les dernières créations de la mode.

## Biographie

### Photographe de mode
Gunnar Larsen arrive à Paris en 1959 après avoir travaillé en tant que journaliste à Copenhague. Il est alors correspondant pour divers journaux danois dont Ekstra Bladet et Jyllands-Posten, auxquels il envoie des billets sur la vie des expatriés danois à Paris. Il couvre également les festivals de film en interviewant des célébrités comme Brigitte Bardot, Alain Delon, Jean-Paul Belmondo, François Truffaut ou Jean-Luc Godard, qu'il photographie par la même occasion. Très vite, la rédactrice de mode Birte Strandgaard lui demande des images de mode pour illustrer sa chronique à Ekstra Bladet, et cette collaboration lance la carrière de Gunnar Larsen.
Autodidacte, équipé d'un Rolleiflex, puis d'un Pentax KM dont il ne se défera jamais, Gunnar Larsen se démarque dès les années 1960 en faisant des rues de Paris son studio favoris. Il y met en scène des mannequins scandinaves portant les créateurs les plus avant-gardes du moment comme Yves Saint-Laurent, Paco Rabanne, Pierre Cardin, André Courrèges, ou son compatriote Jean Voigt (da). Il photographie systématiquement en noir et blanc, en forçant le grain et le contraste pour prendre le contre-pied du style romantic dominant encore les publications de l'époque.
Sa formation de journaliste influence son travail de photographe de mode, constamment à la recherche de la meilleure exclusivité. En 1966, il est un des premiers à photographier Twiggy sur Carnaby Street à Londres, habillée en Mary Quant, cigarette aux lèvres, entourée de policiers et pointant son revolver vers le lecteur. Il n'hésite pas non plus à se rendre à Moscou pour photographier Carol St John en mini-jupe, ou encore à organiser des séances photos sur une île volcanique à peine émergée au sud de l'Islande. En avril 1972, il réunit pour la première fois Jean Shrimpton, Verushka et Donyale Luna à l'occasion de la présentation de la collection automne/hiver de Ted Lapidus,.
En 1969, il se lie d'amitié avec John Casablancas alors que ce dernier fréquente Jeanette Christjansen (qu'il épousera par la suite), une modèle danoise dont Gunnar Larsen participe à lancer la brillante carrière. Il le convainc de créer sa première agence de mannequins, Elysée 3, précurseur d'Elite, et l'aide à embaucher des mannequins scandinaves, ce dont Casablancas lui-même témoigne dans le documentaire Casablancas, l'homme qui aimait les femmes.
À partir des années 1970, Gunnar Larsen développe un style de plus en plus marqué, très inspiré par la filmographie expressionniste allemande, notamment les films de Carl Theodor Dreyer et Fritz Lang. Il est attiré par les beauté tragiques de Marlene Dietrich et Greta Garbo et l'univers mystérieux des contes du Jutland d'Hans Christian Andersen. Il expérimente en chambre noire pour obtenir des visages de plus en plus pâles, en effacer presque le nez, pour ne conserver qu'un intense regard fardé de noir,,. La présence et la mise en scène du mannequin dominent sur l'importance donnée aux vêtements. Les pauses se font ambiguës, parfois séduisantes, souvent dérangeantes, transportant le lecteur dans un univers futuriste et de fantaisie noire qui n'avait pas encore été appliqué à la photographie de mode. Il faut provoquer, susciter une réaction du lecteur, quelle qu'elle soit,.
Le portrait de la femme-chat, en couverture du 4e numéro du magazine Mode International (1974) compte parmi les images les plus représentatives du style de Gunnar Larsen. Le visage blanc du mannequin Eeva Ketola est dominé par ses paupières fermées, traversées d'une intense pupille noire pour recréer les yeux d'un chat.

### Magazines de mode
L’œuvre de Gunnar Larsen est indissociable des magazines qu'il a créés, à une époque où le phénomène des magazines de niche n'avait pas encore touché le domaine de la mode. Ces magazines lui ont en effet permis de publier ses photographies les plus agressives sans devoir faire le moindre compromis éditorial.
Après avoir lancé Mode International (1973), puis Mode Avantgarde (1978), il fonde Gunnar International (1979) qu'il dirigera jusqu'à sa mort. Unique en son genre, Gunnar International mesurait près d'un demi mètre de haut et affichait en sous-titre être la revue la plus chère du monde (elle coûtait 100 francs). Les couvertures en couleur étaient réalisées en étroite collaboration avec des artistes émergents comme Gérard Di Maccio, ou Beate Bromse, en mêlant photographie et aérographie pour obtenir la dimension de science-fiction souhaitée,. L'intérieur se composait presque exclusivement d'images en noir et blanc, qui prenaient résolument le pas sur les textes. Le magazine relayait les dernières nouvelles mode de la scène parisienne, et grâce à la collaboration du photographe Bill Cunningham, de la scène new yorkaise.

### Spectacles de mode
À partir de 1979, Gunnar Larsen met en scène l'Avantgarde Show, un spectacle annuel, alternatif et provocateur pour présenter la mode du futur lors de tournées internationales. Des mannequins en majorité scandinaves présentent ainsi, en danse et en musique, des vêtements de haute couture et de prêt-à-porter prêtés par leurs créateurs pour l'occasion. Les titres annoncent l'univers mis en scène : "Bonjour 1980", "Alpha 81", "Dressed to Kill", "Love, Hate and Fashion", "Angels Never Cry", "Angels and Devils of the Future",.

### Mort
Gunnar Larsen décède le 30 juillet 1990, et ses cendres reposent au columbarium du cimetière du Père-Lachaise (Case 21225, 2e sous-sol galerie R), dans le Paris qu'il aimait tant,.

## Expositions, musées
Après le décès de Gunnar Larsen, son archive a été vendue aux enchères. De nombreux tirages papiers ont été acquis par le DesignMuseum tandis que le reste de l'archive est allé à un acheteur privé.
Parmi les rétrospectives qui lui ont été consacrées, citons :
- 1-25 April 1999: Rétrospective, Danmarks Fotomuseum og Textilforum, Herning (Danemark)[12].
- 2009: Vs versus GUNNAR, February 2009, First Hotel Skt Petri, Krystalgade 22, 1172 Copenhaguen (Denmark), puis 10-20 April 2009, Door Studios, 9 – 9bis rue de Leodiguières, 75004 Paris (France)[9].
- 23 June – 31 July 2018: Exposure – Dansk Modefotografi I Glimt, Øksnehallen (Danemark), exposition collective avec une place spéciale pour le travail de Gunnar Larsen[13].

Ses photographies apparaissent régulièrement dans les grands musées internationaux lors d'expositions temporaires ou en fonction des rotations d'affichage des collections permanentes :
- Musée des arts décoratifs de Paris, exposition Trompe l’œil – Imitations, pastiches et autres illusions, 2/02/2012 – 05/01/2014: un homme assis à une terrasse de café avec une veste peinte en trompe-l’œil sur son torse nu, 1973[14].
- Victoria and Albert Museum (Londres), exposition "Mary Quant", 27/08/2020-24/12/2020: Kellie Wilson entourée de vétérans et portant une création du Mary Quant Ginger Group, 1966[15].
- Musée des arts décoratifs de Paris, collection permanente section «Ras-le-bol, ras le sol» du parcours contemporain du département des arts graphiques: ensemble Courrèges, 1969[16].

## Publications

### Livres
- Drommepiger, Gunnar LARSEN, G.E.C. Gads, 1986, 112 p.  (ISBN 87-12-01668-3)
- Min by Paris, text Niels Levinsen, photographs by Gunnar Larsen, Bogan, 1990, 216 p.  (ISBN 87-7466-196-5)

### Revues
- Mode International, 1973-1979
- Mode Avantgarde, 1978-1980
- Gunnar International, 1980-1990